# Palais Koelichen

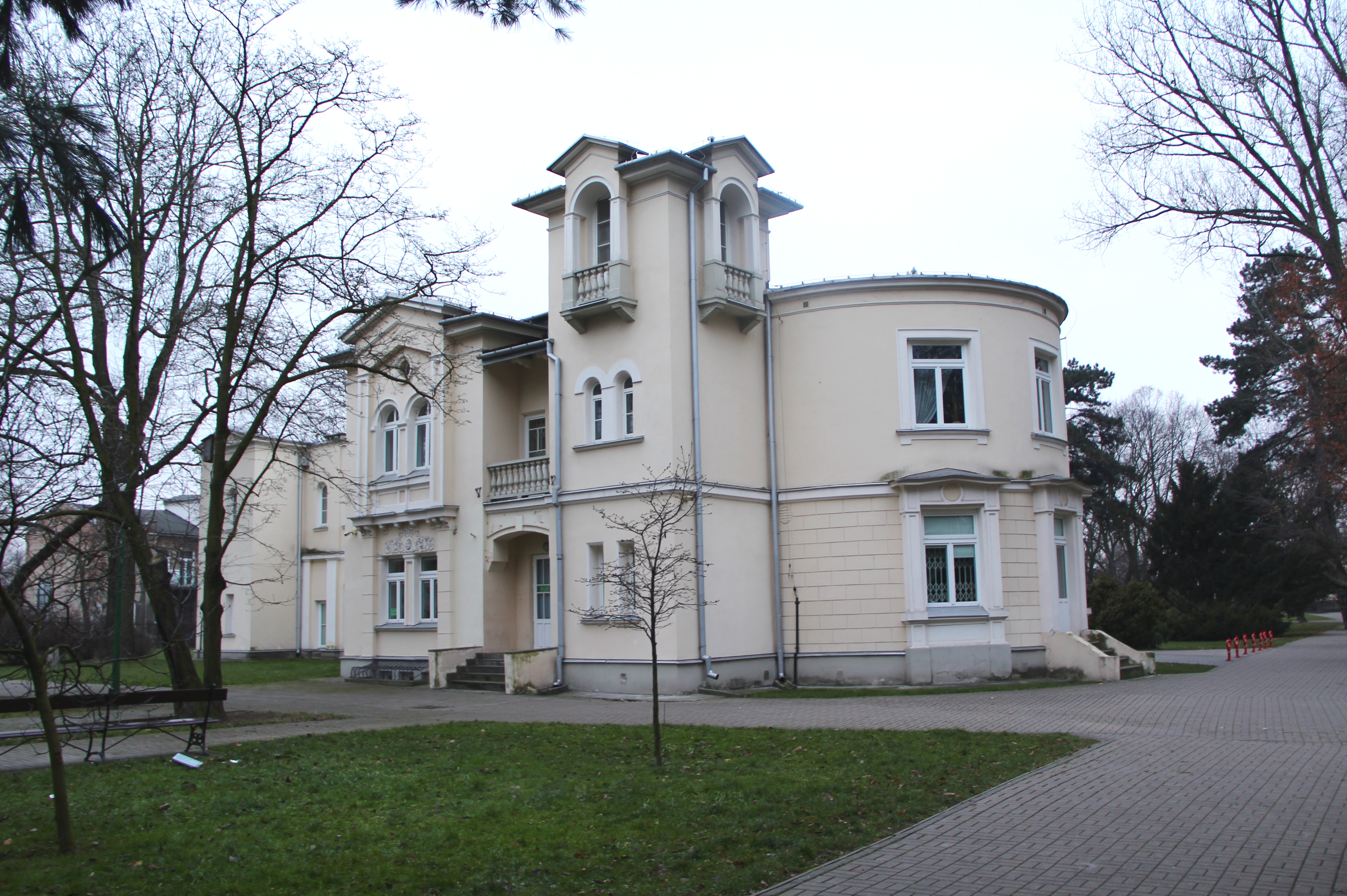
Nordostseite des kleinen Palastes

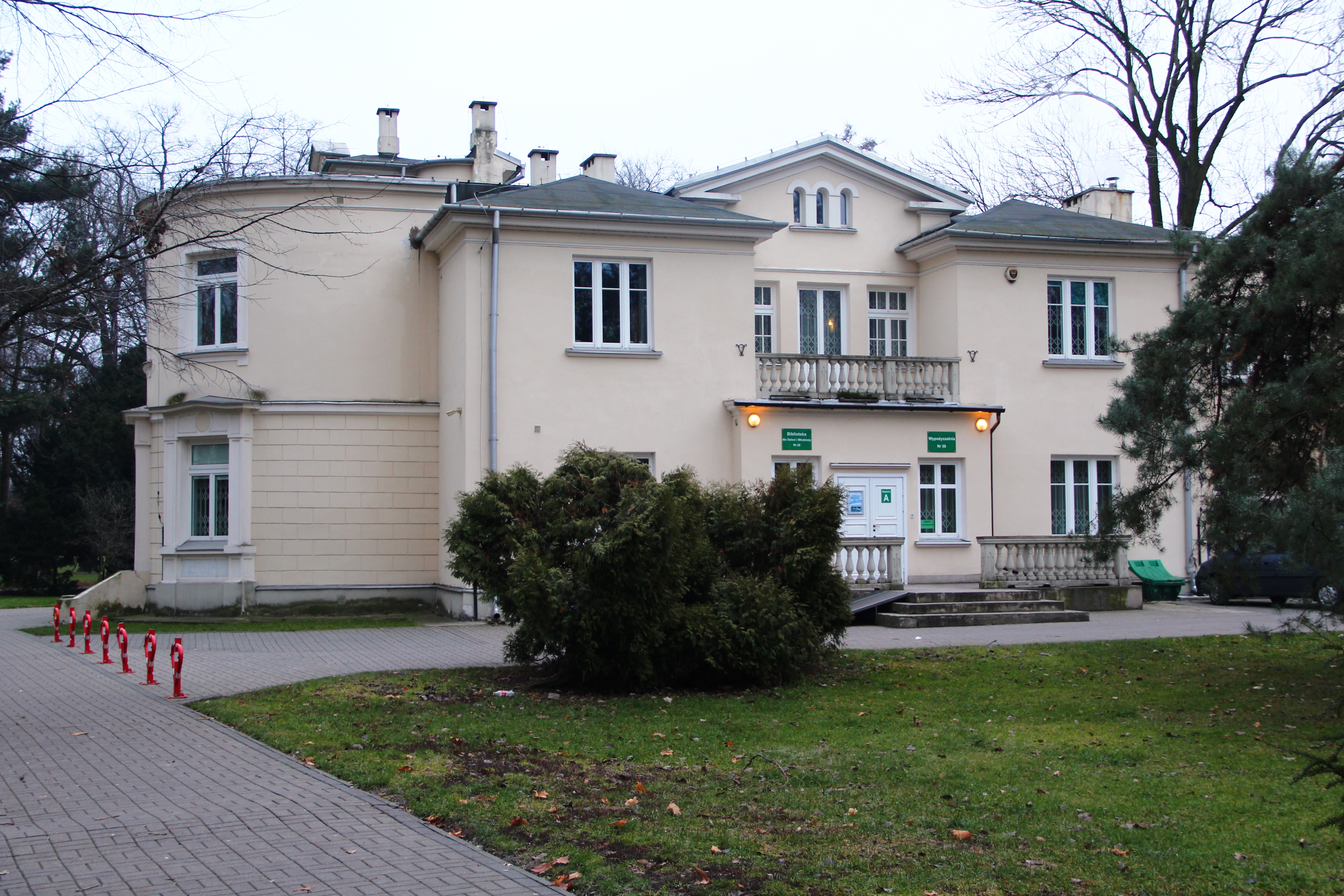
Westliche Vorderseite, Zugang zur Bücherei

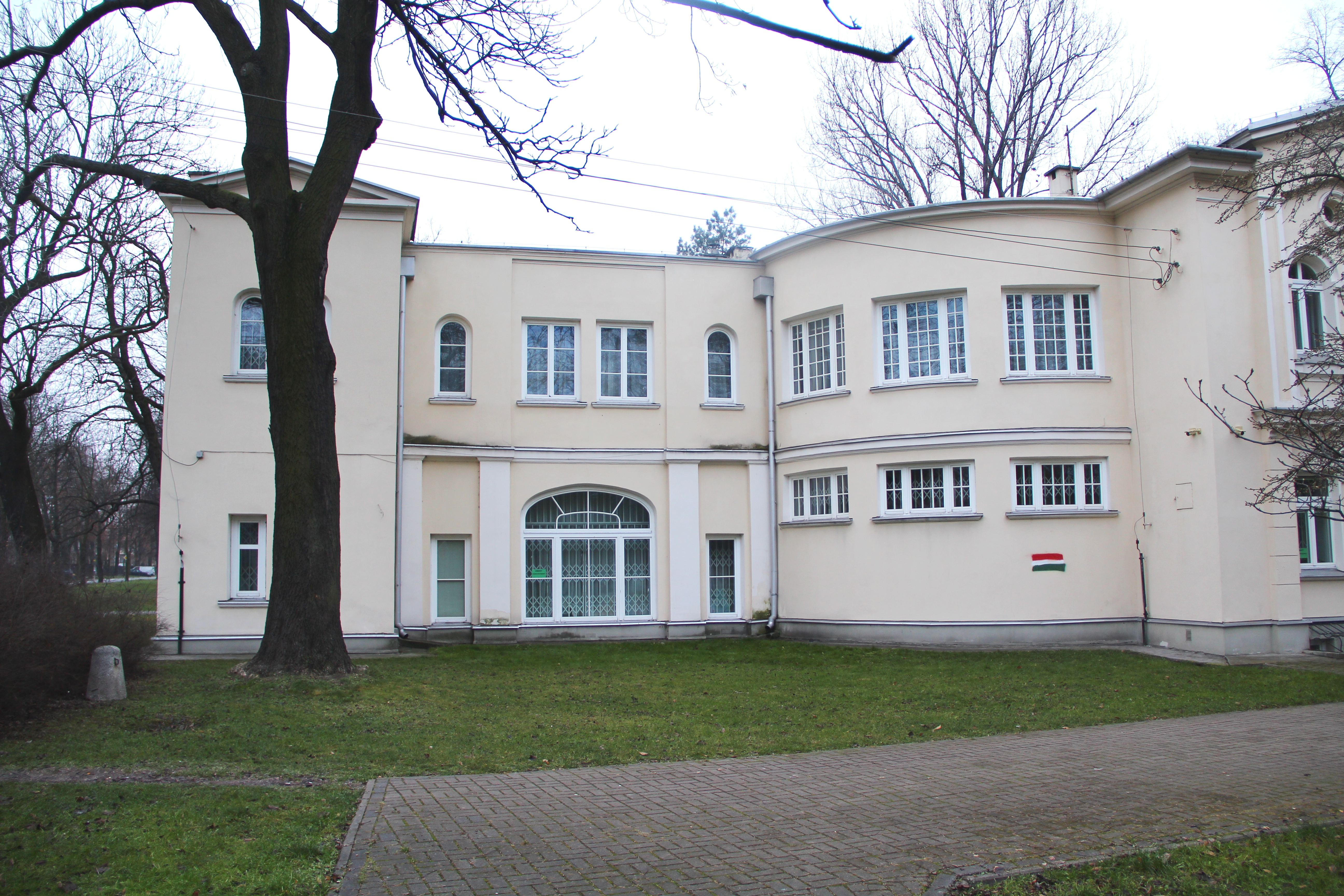
Die ostwärtige Gartenseite

Das Koelichen-Palais (poln.: Pałacyk Koelichenów) ist ein kleiner Palast, der im ausgehenden 18. Jahrhundert gebaut wurde. Er befindet sich im Warschauer Stadtteil Włochy an der Ulica ks. J. Chrościckiego 2 (bis 1990: Ulica Mikowa). Das Gebäude liegt im Kombattantenpark (poln.: Park Kombatantów). Es verfügt über einen unregelmäßigen Grundriss und Baukörper und trägt Züge des Eklektizismus. Das Palais steht unter Denkmalschutz. Seine Silhouette ist heute Bestandteil des Wappens des Stadtteils Włochy. Im Park befinden sich Bäume wie die Ahornblättrige Platane, der amerikanische Tulpenbaum, Ahorn und Linde. Mehrere dieser Bäume sind als Naturdenkmäler gekennzeichnet.

## Geschichte
Soweit bekannt, wurde das heutige Gebäude um 1800 von dem Grafen Tadeusz Antoni Mostowski (1766–1842), einem bedeutenden Politiker und Verleger im späteren Herzogtum Warschau errichtet. Das Palais diente zunächst als Residenz Mostowskis. Vormals gehörte das (damals außerhalb Warschaus gelegene) Gebiet der Magnatenfamilie Leszczyński. Vermutlich an gleicher Stelle, oder in der Nähe, hatte Andrzej Leszczyński um 1650 ein im Sommer genutztes Wohngebäude errichten lassen, in dem sich 1671 der Ostfriese Ulrich von Werdum (1632–1681), ein Gegner des damaligen polnischen Königs Michael I., versteckt hielt. Später waren die Lubomirskis sowie Konstancja Plater  Besitzer des Anwesens. Kurz vor dem Verkauf an Mostowski hatte auch der preußische König Friedrich Wilhelm II. hier Lager genommen.
Der die Residenz umgebende Park wurde zu Beginn des 19. Jahrhunderts von einem A. Szubert angelegt. Im Jahr 1842 wurde der englische Landschaftsgärtner F. James zur Überformung im englischen Landschaftsgartenstil verpflichtet. Zu derselben Zeit kam es vermutlich auch zu einer Umgestaltung der Palastfassade im Neorenaissance-Stil. 1844 – zwei Jahre nach dem Tode Mostowskis – wurde die Anlage Eigentum von Andrzej Koelichen, einem Unternehmer aus einer aus Schlesien stammenden Familie, die in Włochy in der aufblühenden Textil- und Ziegelindustrie tätig war. Um 1859 bauten Edward und Karol Emil Koelichen das Palais nach einem Projekt des Architekten Aleksander Zabienowski um.
Im Jahr 1928 wurde der Palast-Parkkomplex Bestandteil der Gartenstadt Włochy, die hier auf Anweisung des damaligen Warschauer Bürgermeisters Zygmunt Słomiński realisiert wurde. Ein Teil des Parkes wurde dazu parzelliert. 1936 wurde eine städtische Bücherei im Gebäude untergebracht. Der Palast selbst blieb vermutlich bis zum Ende des Zweiten Weltkriegs im Eigentum der Familie Koelichen.
Während des Krieges wurde im Gebäude eine Krankenstation eingerichtet. Heute wird das Palais als öffentliche Bücherei (Biblioteka Publiczna w Dzielnicy Włochy) genutzt.

### Deportationsstelle
Am 16. September 1944 wurden von deutschen Einheiten im Rahmen der Niederschlagung des Warschauer Aufstandes im Park des Palais rund 4200 männliche, 16- bis 60-jährige Einwohner von Włochy zusammengetrieben. Sie wurden mit der hier verlaufenden Eisenbahn in das Durchgangslager 121 Pruszków verbracht und von dort auf verschiedene Konzentrationslager verteilt – so nach Groß-Rosen, Buchenwald, Mittelbau-Dora, Flossenbürg, Dachau, Mauthausen, Ravensbrück, Bergen-Belsen und Sachsenhausen. 2072 der Männer wurden in Folge ermordet. Zwei Gedenksteine im Park erinnern an dieses Ereignis.